# Zoo de Lisbonne

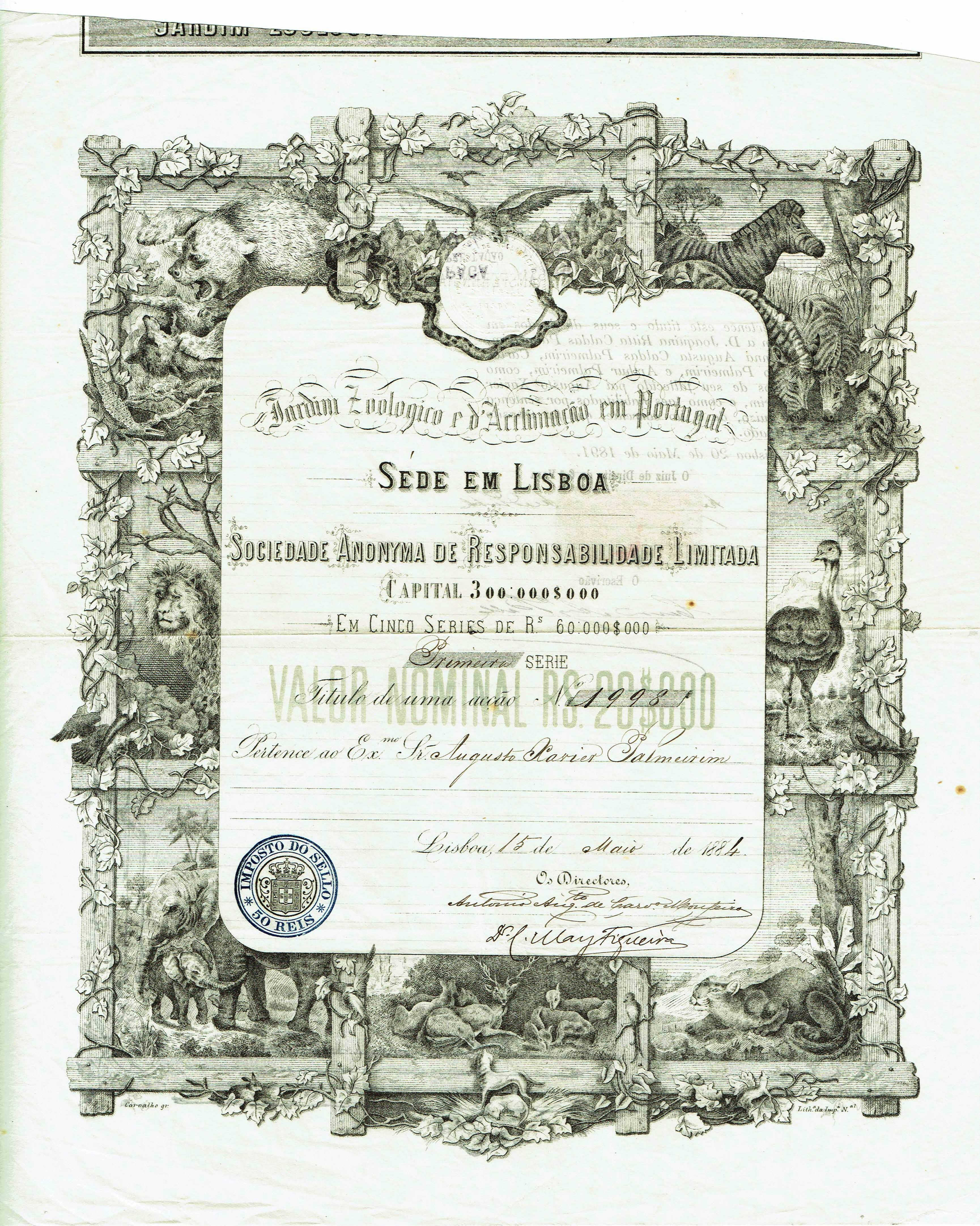
Action du Zoo de Lisbonne en date du 15 mai 1884

Le zoo de Lisbonne est un parc zoologique portugais situé au nord de Lisbonne, dans la freguesia de São Domingos de Benfica. Créé en 1884, il présente sur 22 hectares près de 2 000 animaux de 300 espèces. Il comporte notamment une roseraie, un des deux delphinariums du pays et un musée pédagogique destiné aux enfants. 

## Delphinarium
Le delphinarium du zoo présente six grands dauphins, un capturé sauvage dans les années 1980 et 5 nés captifs.

## Attractions
Une télébenne permettant de voir le zoo de haut a été inaugurée en 1994.